# Кёртис, Лиан
Лиан Кертис (англ. Liane Curtis; род. 11 июля 1965) — американская актриса.

## Биография
Лиан Кертис родилась в Нью-Йорке в семье актёра озвучивания Джека Кёртиса и его жены Полетт Рубинштейн. Училась в школе Рудольфа Штайнера в Нью-Йорке.
Кёртис дебютировала в кино, снявшись в роли Джоди в фильме «Крошка, это ты!».
С 21 марта 1999 года Кёртис состоит в браке с Тимоти Джеем Макензи, у пары есть трое детей.